# ماهر شکوروف
ماهر شکوروف (ترکی آذربایجانی: Mahir Ağateyyub oğlu Şükürov؛ زادهٔ ۱۲ دسامبر ۱۹۸۲) بازیکن فوتبال اهل جمهوری آذربایجان است.
از باشگاه‌هایی که در آن بازی کرده‌است می‌توان به باشگاه فوتبال خزر لنکران، باشگاه فوتبال قبله، باشگاه فوتبال کشله، باشگاه فوتبال آنتالیااسپور، باشگاه فوتبال آنژی مخاچ‌قلعه، باشگاه فوتبال نفتچی باکو، و باشگاه فوتبال آزال باکو اشاره کرد.
وی همچنین در تیم ملی فوتبال جمهوری آذربایجان بازی کرده‌است.